# Бердичів (станція)
Берди́чів — вузлова проміжна залізнична станція 2-го класу Козятинської дирекції Південно-Західної залізниці на перетині магістральних ліній Козятин — Шепетівка (далі — на Ковель, Львів) та Бердичів — Житомир (далі — на Калинковичі, Білорусь). Розташована в однойменному місті Житомирської області.

## Історія
У 1870 році було відкрито відгалуження гілки Козятин — Бердичів від магістральної лінії Київ — Жмеринка, тоді ж було засновано залізничну станцію у Бердичеві. 1873 року побудована залізнична лінія до Шепетівки, Ковеля, Білостока — лінія Козятин — Граєво.
1896 року відкрита вузькоколійна лінія від Гайворона до Житомира через Гайсин, Немирів, Калинівку та Бердичів.
У 1914 році перешита лінія у напрямку Житомира на широку колію, а дільницю Бердичів — Холонівська закрито, мотивуючи тим, що близько знаходиться лінія Козятин — Калинівка.
Історичний вокзал не зберігся — його було знищено під час повітряного нападу німецької авіації 21 березня 1944 року (через два з половиною місяці після звільнення Бердичєва від загарбників). Сучасний вокзал зведений у грудні 1955 року. Вокзал має просторий зал чекання, каси, ресторан — всього в будівлі нараховується 54 кімнати. За основу будівельники взяли готовий архітектурний проєкт (архітектор П. Ф. Красицький), за яким в цей же період за декілька років до цього були збудовані залізничні вокзали в українських містах Конотоп (Сумська область) й Миронівка (Київська область), а також вокзали в російських містах Йошкар-Ола (Марій Ел та Каменськ-Шахтинський Ростовської області.

## Пасажирське сполучення
На станції Бердичів зупиняються всі поїзди далекого та приміського сполучення.
Поїзди далекого сполучення:
- № 3/4 «Нічний експрес» Запоріжжя — Ужгород
- № 5/6 Запоріжжя — Ясіня / Рахів
- № 23/24 Київ — Холм
- № 31/32 Запоріжжя — Перемишль
- № 39/40 Запоріжжя — Солотвино
- № 47/48 Запоріжжя — Ужгород
- № 78/77 «Голубі озера» Ковель — Одеса
- № 88/87 Ковель — Запоріжжя (через Білу Церкву, Дніпро)
- № 93/94 Харків — Холм
- № 95/96 Київ — Івано-Франківськ — Рахів
- № 203/204 Дніпро — Рахів
- № 215/216 Запоріжжя — Чернівці
- № 755/756 «Інтерсіті» Київ — Луцьк.

Скасовані поїзди:
- № 133/134 Миколаїв — Івано-Франківськ
- № 128/127 Ковель — Луцьк — Харків (прямував через Білу Церкву, Кременчук, Полтаву) — з 10 грудня 2017 року
- № 232/231 Івано-Франківськ — Дніпро — Генічеськ (сезонного призначення).

Регіональний поїзд підвищеного комфорту (експреси):
- № 890/887 Вінниця — Коростень

Раніше курсували, наразі скасовані регіональні поїзди:
- № 823/824 Київ — Шепетівка
- № 885/886 Київ — Рівне

Приміське сполучення:
- електропоїзди Козятин  — Бердичів та Козятин — Шепетівка (з узгодженою пересадкою на станції Козятин I у напрямку Києва та Вінниці)
- дизель-поїзди Коростень — Житомир — Козятин.

Біля залізничного вокзалу розташований міжміський автовокзал.

## Послуги
Станція надає такі послуги:
- Послуги багажного відділення
- Попереднє приймання від пасажирів багажу та вантажобагажу
- Надання вантажовідправнику багажу або вантажобагажу бірки або бланк-заяви, ярлика
- Маркування місця багажу, вантажобагажу
- Повідомлення одержувача про прибуття на його адресу багажу та вантажобагажу
- Зберігання прибулого багажу та вантажобагажу понад встановлений термін
- Камери схову
- Зберігання ручної поклажі в автоматичних камерах схову
- Зберігання ручної поклажі в стаціонарній камері схову
- Зберігання великогабаритних речей, у тому числі тих, які не відносяться до ручної поклажі
- Примусове відкриття на прохання пасажира автоматичної камери схову
- Проживання пасажирів
- Проживання транзитних пасажирів в кімнатах відпочинку.

Довідки:
- Видача складних довідок
- Видача письмових довідок.

Інші послуги:
- Приймання телеграм черговим по вокзалу.